# Shinji Sogō

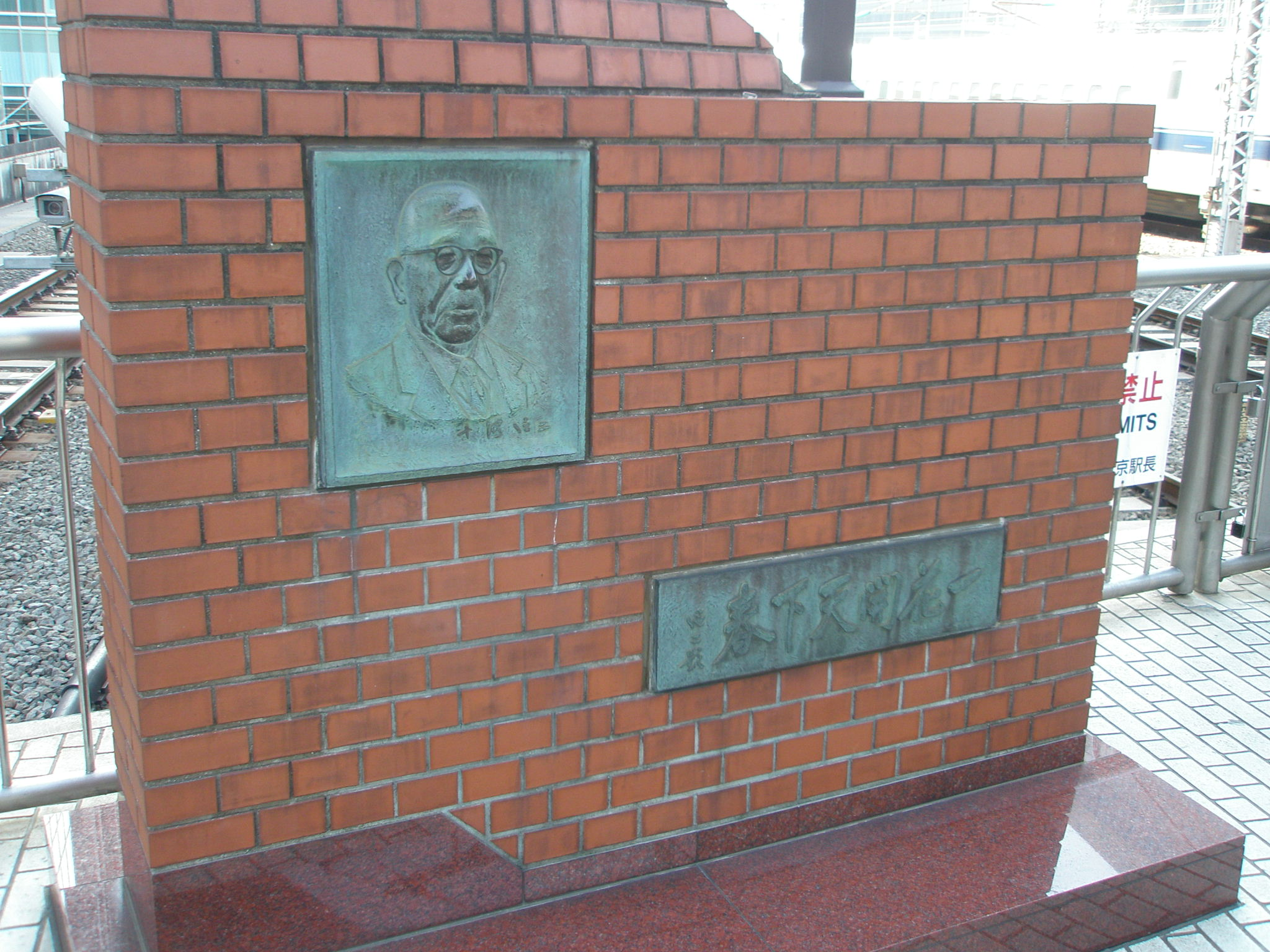
Monumento a Shinji Sogō en la Estación de Tokio

Shinji Sogō (十 河 信 二, Sogō Shinji; Niihama, 14 de abril de 1884 - Tokio, 3 de octubre de 1981) fue el cuarto presidente de los Ferrocarriles Nacionales Japoneses (JNR), y se le atribuye la creación de la primera línea de tren bala, el Tōkaidō Shinkansen.
Nacido en Niihama, Ehime, Shikoku, en 1884, Shinji Sogō se graduó de la Facultad de Derecho de la Universidad Imperial de Tokio en 1909 y se unió a la Agencia Ferroviaria. Mientras trabajaba para la Agencia de Reconstrucción de Teito después del gran terremoto de Kantō de 1923, fue fuertemente influenciado por Gotō Shinpei, el presidente de la Agencia. Después de abandonar los ferrocarriles del gobierno en 1926, se convirtió en director del Ferrocarril del Sur de Manchuria. Mientras estaba en el ferrocarril del sur de Manchuria, se conectó estrechamente con el oficial del ejército de Kwantung, Ishiwara Kanji, la fuerza clave detrás del incidente de Manchuria. Sogō actuó como parte de la "confianza mental" de Ishiwara cuando este estaba en el apogeo de su poder en 1936-1937. Sogō fue parte de los esfuerzos de Ishiwara por negarle al general Kazushige Ugaki el cargo de primer ministro en enero de 1937 e instalar al general Senjūrō Hayashi como primer ministro. Ayudó a Hayashi a formar su gabinete. Más tarde ese año, su patrón Ishiwara fue expulsado del poder, y Sogō también perdió su influencia.
Después de la Segunda Guerra Mundial, se desempeñó como Presidente de la Asociación de Bienestar Ferroviario hasta que fue nombrado presidente de JNR en 1955.

## Influencia en el Shinkansen
La decisión de construir un Shinkansen de calibre estándar a fines de la década de 1950 le debía mucho a Shinji Sogō. Para mejorar la línea principal de Tōkaidō existente, insistió en adoptar un medidor estándar a pesar de mucha oposición. Él creía firmemente que el indicador estándar internacional era indispensable para la mejora radical de los ferrocarriles japoneses, una visión adoptada por el Kazoku Gotō Shinpei unos 50 años antes. Esta opinión también fue compartida por Hideo Shima, quien había sido designado por Sogō como ingeniero jefe del proyecto Shinkansen.
Sogō ideó un plan para hacer que sea casi imposible que el gobierno retire su apoyo, una vez dado. La estrategia central de Sogō fue el uso de un préstamo del Banco Internacional de Reconstrucción y Desarrollo (Banco Mundial). Aparentemente, esta fue una idea que le propuso el futuro Primer Ministro y luego Ministro de Finanzas, Eisaku Satō, quien previamente había trabajado con Sogō en el Ministerio de Ferrocarriles. Con la solicitud exitosa de un préstamo de $ 80 millones (estimado en no más del 15% del costo de la línea), se aseguró que el gobierno japonés tuviera que seguir comprometido con el proyecto. Al mismo tiempo, Sogō, que había mantenido las cifras de costos estimados de Tōkaidō Shinkansen deliberadamente bajos por temor a que si fueran demasiado altos, ni el Gobierno japonés ni el Banco Mundial hubieran apoyado la propuesta, comenzaron a desviar dinero de otros proyectos de JNR para la construcción del Shinkansen. Esto fue posible porque una vez que el presupuesto total de JNR fue aprobado por la Dieta, el presidente de JNR tenía "autoridad discrecional" sobre cómo gastarlo. Sogō también mantuvo baja la velocidad máxima propuesta declarada a una velocidad relativamente modesta de 200 km/h y argumentó con éxito que no se trataba de una nueva línea sino de la expansión de la línea Tōkaidō existente.
Cuando la desviación del presupuesto se convirtió en un problema político, renunció en 1963, asumiendo la plena responsabilidad de la decisión. Sin embargo, gran parte del crédito por el Tōkaidō Shinkansen va para él.
Se instaló una placa conmemorativa de Shinji Sogō en las plataformas 18/19 en la Estación de Tokio.